# La seducción (película de 1980)
La seducción, también conocida como Víctima de la seducción, es una película dramática mexicana de 1981, dirigida por Arturo Ripstein. Está protagonizada por Katy Jurado, Gonzalo Vega y Viridiana Alatriste.

## Argumento
Es la historia de Isabel y Mariana, madre e hija, que durante La Guerra Cristera se dedicaban a tender trampas, mediante seducciones nunca consumadas, a los soldados gobiernistas que pasaban por su casa. Se trataba de engañar a los soldados haciéndoles sentir seguridad para entregarlos luego, casi con las manos atadas a los guerrilleros cristeros; pero he aquí que una de tantas, la hija se enamora verdaderamente de Felipe uno de los soldados, se deja seducir por él y luego trata de salvarlo sin conseguir más que ser muerta, dentro de la situación propicia, por el mismo soldado.

## Reparto
- Katy Jurado como Isabel
- Gonzalo Vega como Felipe
- Viridiana Alatriste como Mariana
- Noé Murayama como Rómulo
- Alejandro Camacho
- Adriana Roel

## Estreno
La seducción se proyecto por primera vez el 10 de julio de 1981 durante el Festival Internacional de Cine de Moscú, y cinco meses después el 28 de diciembre de 1981 en cines de Madrid, España. En México, fue lanzada en cines el 27 de mayo de 1982.

## Premios

### Premios Ariel
| Categoría                  | Persona             | Resultado |
| -------------------------- | ------------------- | --------- |
| Mejor Actriz               | Katy Jurado         | Nominada  |
| Mejor Coactuación Femenina | Viridiana Alatriste | Nominada  |
| Mejor Fotografía           | Alex Phillips Jr.   | Nominado  |
| Mejor Música               | Leonardo Velázquez  | Ganador   |